# Allégorie de la Patience

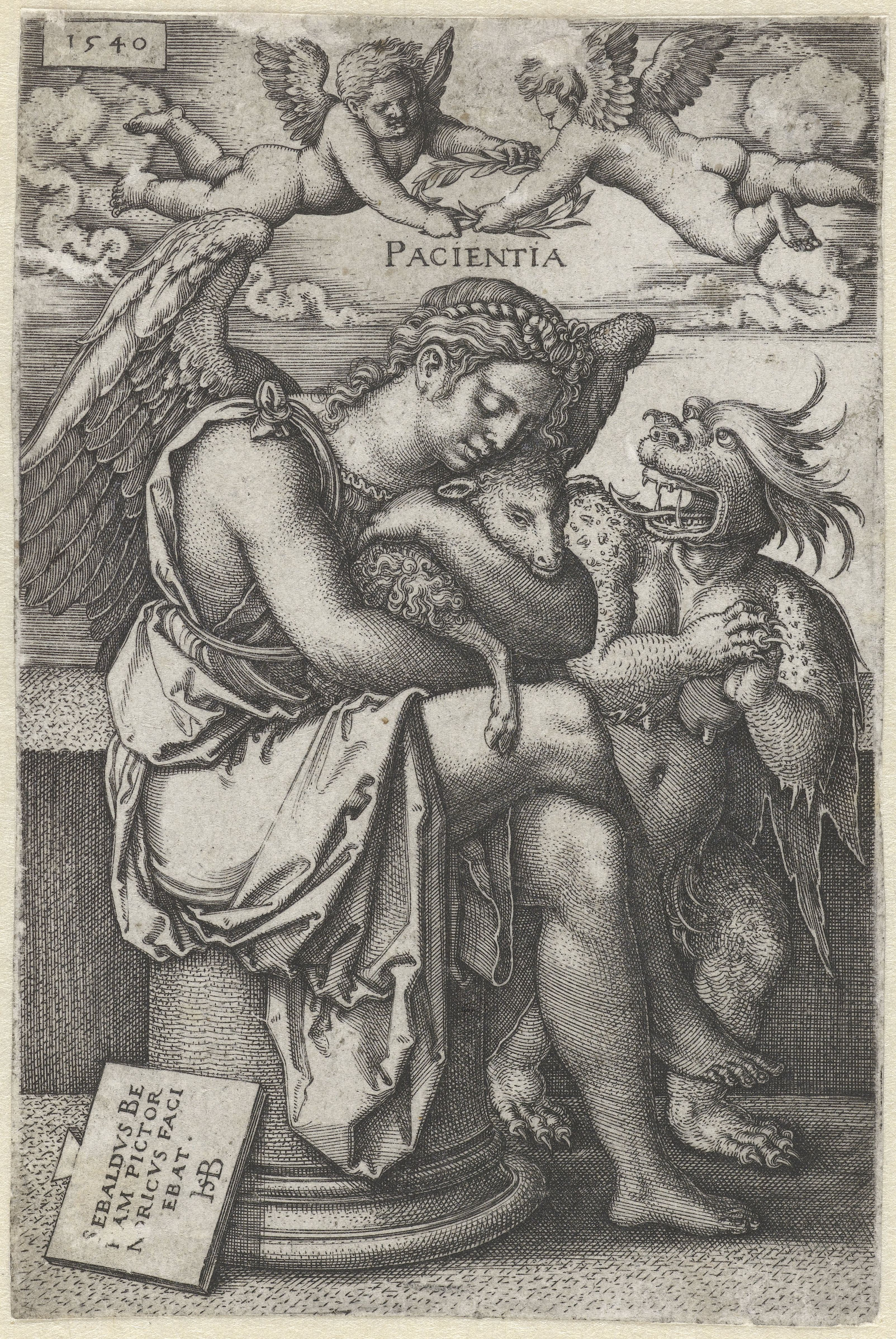
Pacientia (1540), impression allégorique de Hans Sebald Beham

L'Allégorie de la Patience est un thème iconographique allégorique des arts visuels, en particulier dans la peinture et les estampes.
L'iconographie, dans un premier temps d'inspiration essentiellement théologique, a subi un glissement vers le domaine profane aux alentours du milieu du XVIe siècle dans le milieu artistique florentin. Elle a été utilisée à des fins politiques dans le contexte historique des cours de la renaissance italienne.

## La femme au joug et son symbolisme religieux
La personnification de cette aptitude poursuit un but moralisateur, qui dans une perspective théologique reflète la tradition des Évangiles et de la Patristique.
La Patience est représentée comme une femme enchaînée et souvent soumise à un joug, symbole de la Passion du Christ. Dans certaines représentations, la Patience soutient le poids de la Croix chrétienne.
Dans l'Iconologie de Cesare Ripa, la femme qui soutient un joug tient les mains jointes et marche sur des épines, ou bien est assise sur une pierre environnée d'épines, celles-ci représentant les douleurs du corps et de l'esprit. L'allégorie met l'accent sur la capacité de la patience à surmonter les épreuves, soit dans cette vie, soit dans celle qui suit la mort, en invoquant la miséricorde divine.

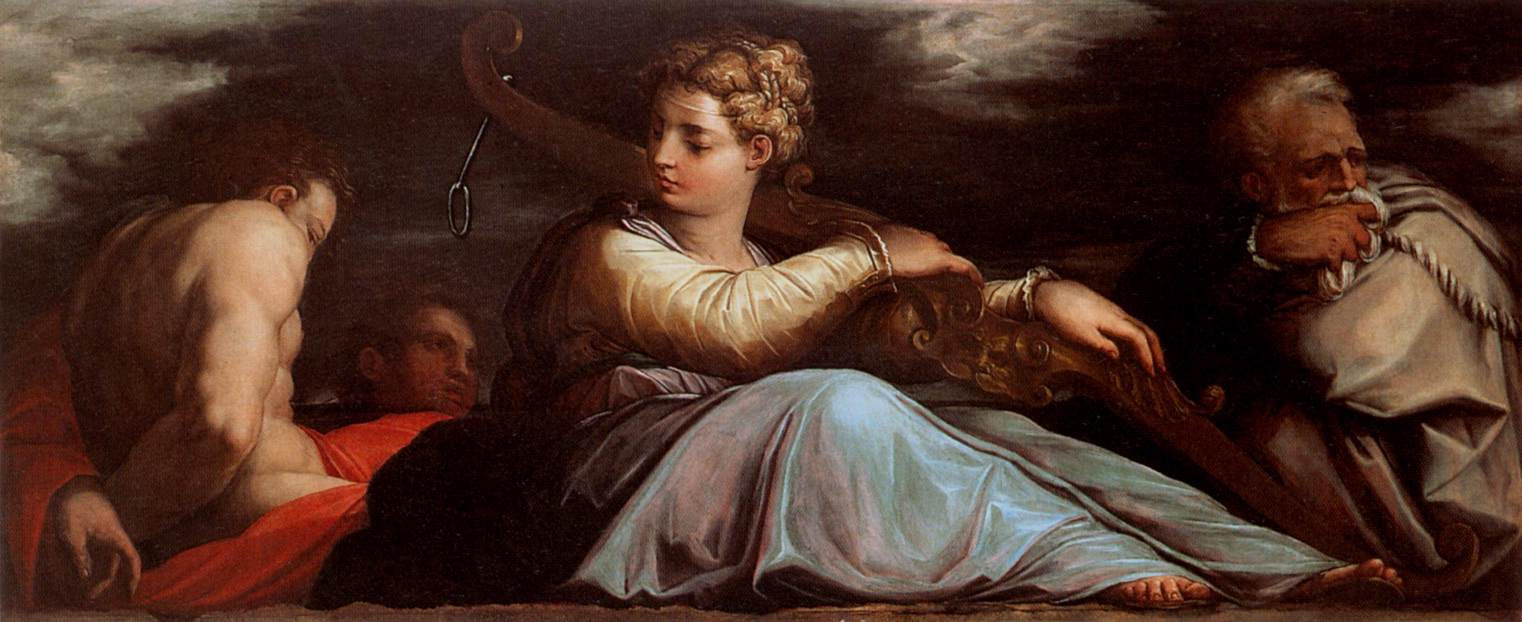
Le symbolisme de la Patience avec le joug (Vasari, 1552). Gallerie dell'Accademia de Venise
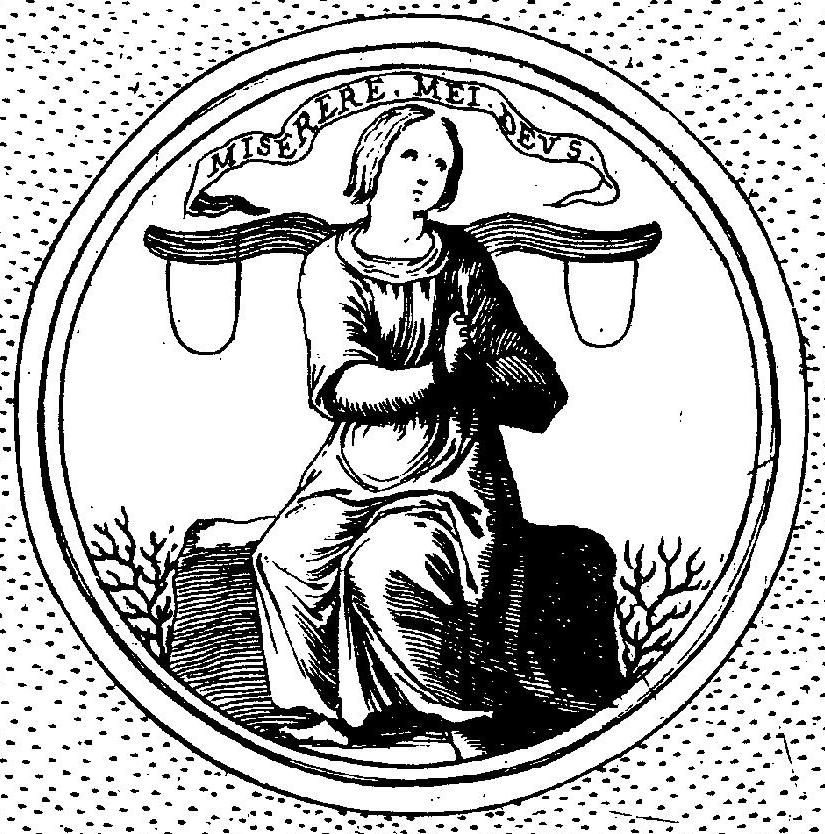
Cesare Ripa et Jean Baudoin, Patience, Iconologie, 1643, partie II.

## L'Allégorie de la Patiencedu palais Pitti et la figure de la femme enchaînée au rocher

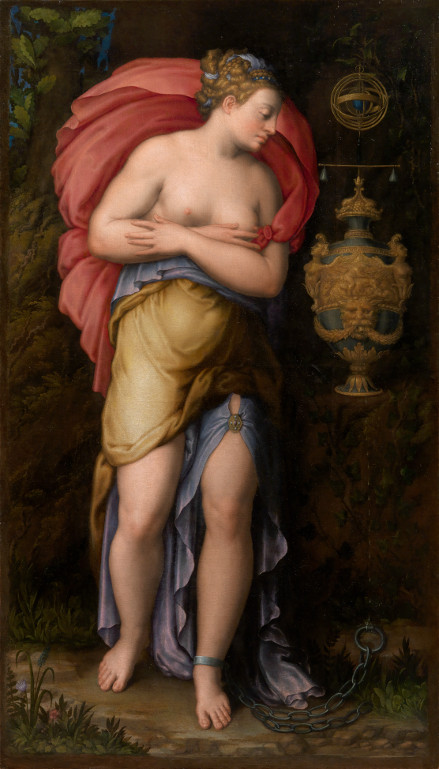
Allégorie de la Patience, palais Pitti.

La Patience conservée à la galerie Palatine de Florence, dans le palais Pitti, s'écarte de cette tradition. Elle représente une jeune femme debout, la cheville enchaînée à un rocher. Son regard est tourné vers un vase posé sur le rocher, attendant patiemment que la lente chute des gouttes d'eau débordant du vase parvienne à corroder les rochers en contrebas, conduisant à libérer la chaîne.

### L'attribution de l'œuvre
D'un auteur incertain, cette peinture exposée dans la Salle de Prométhée du palais Pitti a longtemps été considérée comme une œuvre de Francesco Salviati, avant d'être attribuée à Girolamo Siciolante da Sermoneta par l'historien d'art Federico Zeri. Cependant, une hypothèse soulevée à plusieurs époques en fait une réalisation de Giorgio Vasari, en collaboration avec Gaspar Becerra selon les recherches d'Anna Bisceglia et Barbara Agosti. Il s'agirait d'une commande faite à Vasari en 1551 par Bernardetto Minerbetti, évêque et homme de la cour de Cosme Ier de Médicis. Le sujet du tableau ferait allusion à un épisode de la jeunesse de Minerbetti, alors soumis à une pesante subordination à l'égard de son oncle Francesco Minerbetti, homme au caractère difficile, riche mais « avare et ignorant » : la patience du jeune homme dans cette situation humiliante sera récompensée par une vie tout à fait satisfaisante obtenue grâce à la richesse héritée de son oncle. On trouve des traces de l'implication de Vasari dans sa correspondance : sur son conseil, et celui de Michel-Ange et d'Annibal Caro, un dessin anonyme a été réalisé à Rome, conservé dans le Gabinetto dei disegni e delle stampe de la Galerie des Offices, tandis que la peinture à l'huile était réalisée par Vasari à la fin de 1553.

### Le succès iconographique de l'allégorie vasarienne

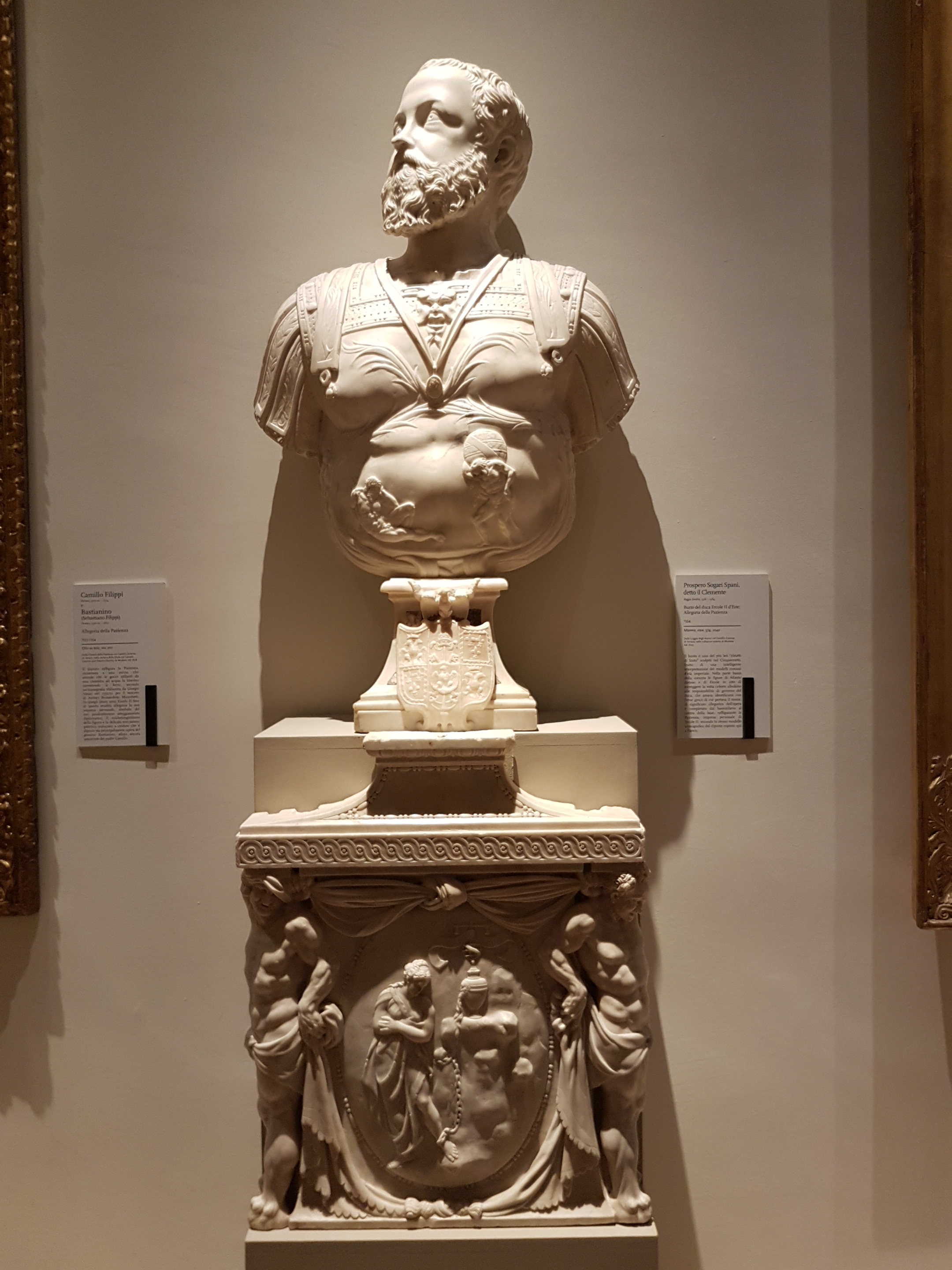
Le duc Ercole II d'Este, avec une représentation de l'allégorie à la base (Modène)

La solution innovante apportée par l'œuvre attribuée à Vasari et Becerra se prêtait bien à une instrumentalisation politique dans le climat des cours seigneuriales citadines de la Renaissance. La symbolique ainsi proposée eu un succès considérable : comme l'a reconnu pour la première fois Hermann Voss, cette conception a inspiré une œuvre commandée par Hercule II d'Este, à la cour de Ferrare, à Camillo Filippi, tableau doté des mêmes dimensions que l'archétype florentin et aujourd'hui conservé à la Galleria Estense de Modène. Le succès de cette symbolique s'est élargi immédiatement à la numismatique, servant de source d'inspiration à une pièce de monnaie et à une médaille frappées et fondues par Pompeo Leoni en 1554,. La médaille, selon Adolfo Venturi, pendait au cou du buste du duc Hercule, aujourd'hui dans la Galleria Estense ; une représentation d'Atlas et d'Hercule, sur la base du buste, faisait allusion à la même vertu, unie à la Force.
Une Allégorie de la Patience, conforme à l'iconographie du modèle florentin, avec comme unique exception l'ajout de la figure d'un putto, a été réalisée par Jacopo Chimenti da Empoli. Elle est aujourd'hui conservée à Rome dans une collection privée.
La figure de la femme accrochée au rocher par une chaîne, lentement corrodée par des gouttes d'eau, est également donnée comme mode de représentation de la Patience par Cesare Ripa et Jean Baudoin.

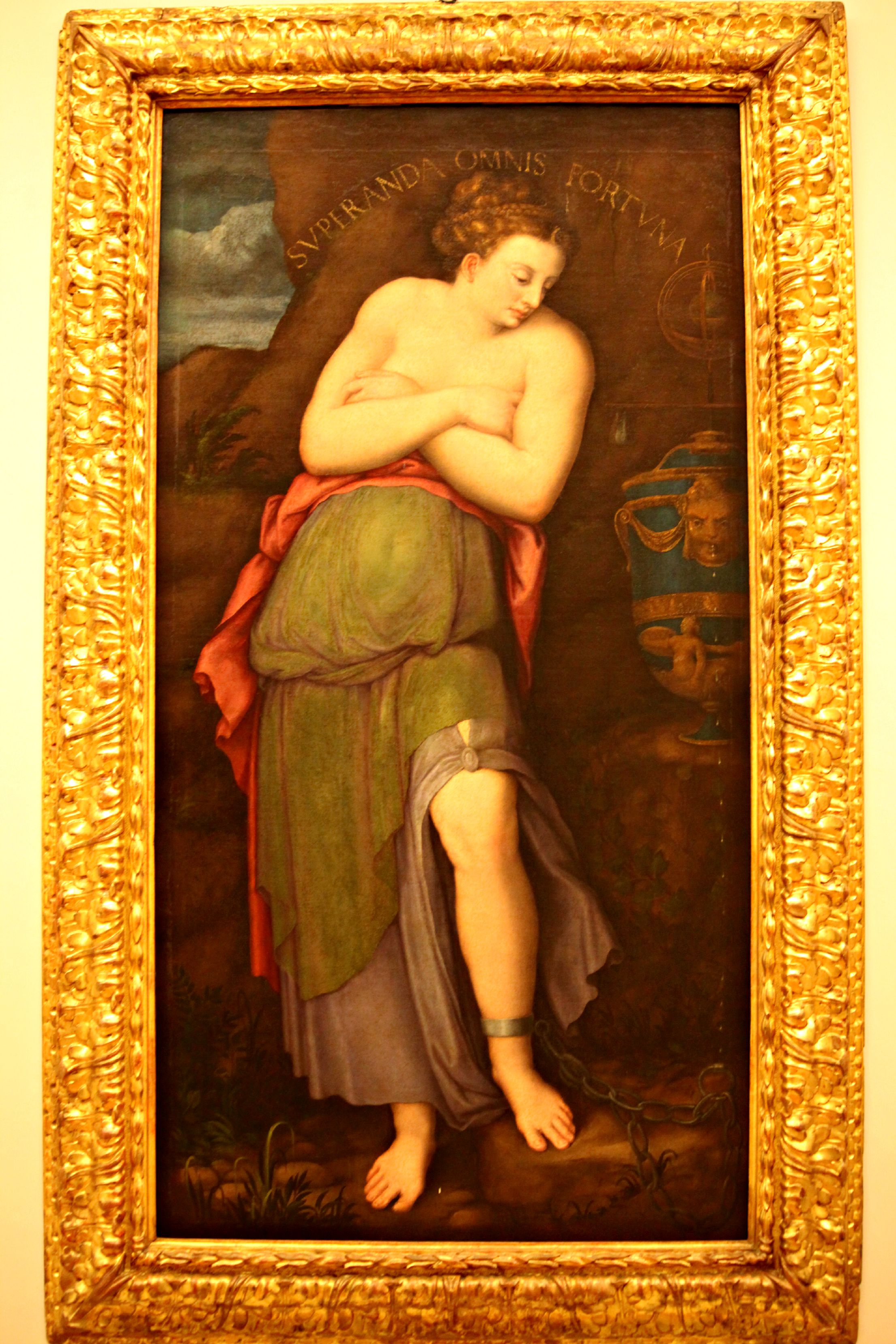
Camillo Filippi et Bastianino (Sebastiano Filippi), Allégorie de la Patience, 1553-1554, Galleria Estense, Modène.
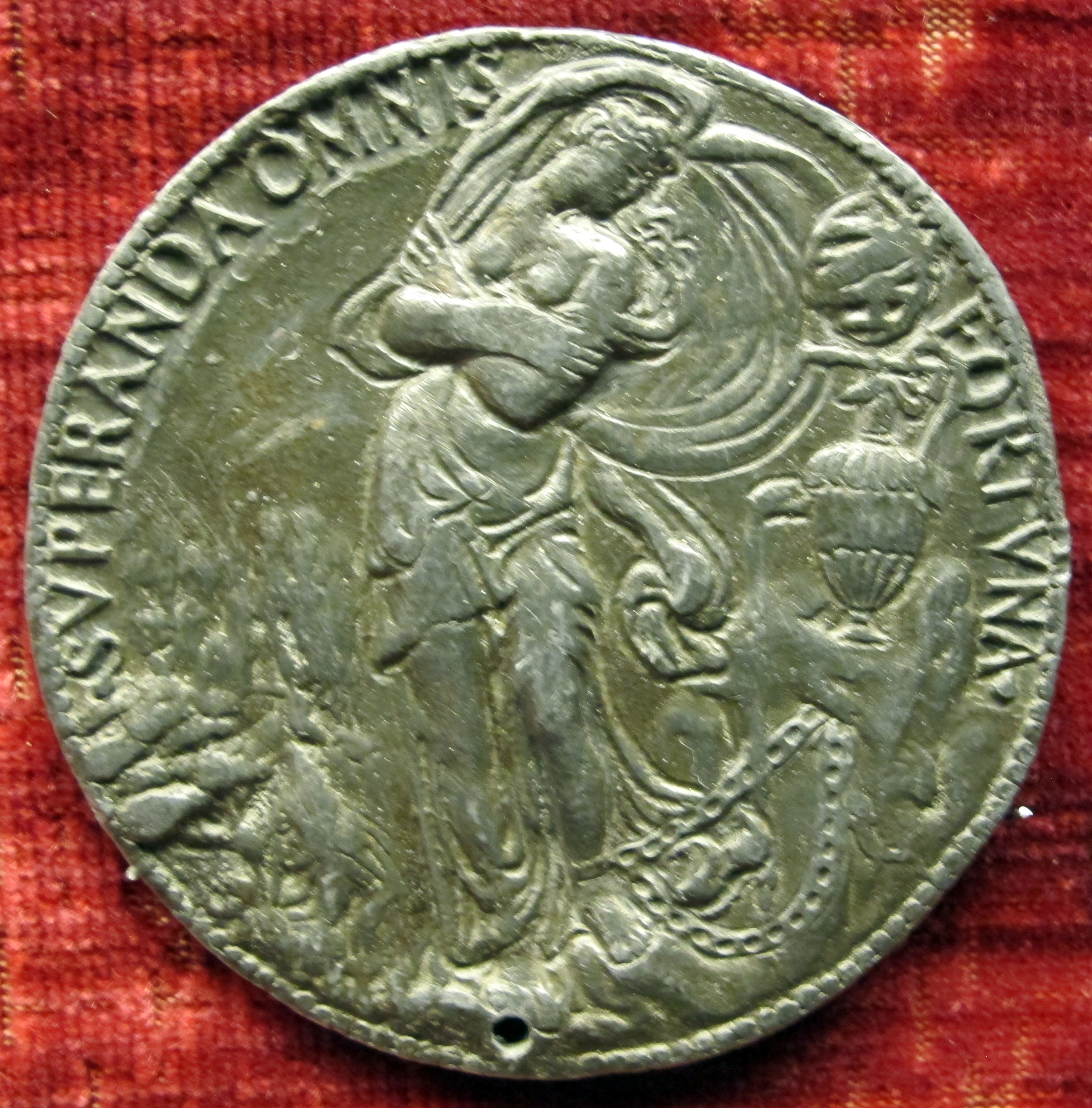
La Patience enchaînée au rocher. Médaille d'Hercule II d'Este, œuvre de Pompeo Leoni.